# ماريان أمارو
ماريان أمارو (بالفرنسية: Mariane Amaro)‏ هي لاعبة كرة قدم فرنسية، ولدت في 17 سبتمبر 1993 في مونمورانسي في فرنسا. شاركت مع منتخب البرتغال لكرة القدم للسيدات. أما مع النوادي، فقد لعبت مع باريس سان جيرمان للسيدات.

## وصلات خارجية
- ماريان أمارو على موقع الاتحاد الأوربي (الإنجليزية)
- ماريان أمارو على موقع قاعدة بيانات كرة القدم.إي يو (الإنجليزية)
- ماريان أمارو على موقع Soccerway.com (الإنجليزية)